# Матіяшек Лідія Миколаївна
Лідія Матіяшек, до шлюбу Чорна (11 квітня 1962, Нью-Йорк — 17 вересня 2020, Київ) — громадська і культурна діячка, музикантка українського походження.

## Життєпис
Народилася у Нью-Йорку 11 квітня 1962 року, у патріотичній українській родині, де українські традиції були не формальністю, а стилем життя. Батько, Досінчук-Чорний Микола Володимирович — відомий у США пропагандист українського кобзарства і бандури, меценат, видавець часопису «Бандура», посприяв тому, аби ще змалку донька захопилась тим, що стало справою її життя – популяризацією бандури, як в Україні, так і по всьому світі.
Лідія навчалась у Школі кобзарського мистецтва в Нью-Йорку, неодноразово виступала з ансамблем школи, пізніше —  з ансамблем бандуристів «Гомін степів», брала участь у різноманітних заходах, які організовувались Капелою бандуристів ім. Т. Шевченка, зокрема, кобзарських таборах, пізніше ставши їх організаторкою — з 2016 р. була співорганізаторкою щорічного кобзарського табору на українській оселі «Бобрівка» в США. Входячи до Товариства українських бандуристів, працювала його референткою з міжнародних зв'язків Товариства українських бандуристів. 
Популяризаторська діяльність Лідії Матіяшек не обмежувалась американським континентом – зокрема, вона ініціювала започаткування курсів гри на бандурі при Українському Вільному Університеті у Мюнхені (Німеччина).
Освіту здобула в Університеті Нью-Йорку – диплом бакалавра з міжнародної політики (1985) і магістра з управління громадськими організаціями. Час навчання в університеті – це початок активної громадської діяльності Лідії Матіяшек, яку вона не полишала все життя. Була активною діячкою Товариства Української Студіюючої Молоді (ТУСМ) імені Миколи Міхновського, активною учасницею різноманітних акцій, покликаних привернути увагу до ситуації в Україні, будь то порушення прав українських політв'язнів чи приховування правди про Чорнобильську катастрофу, за участь у протестах вона навіть потрапила до арешту  Але її активна позиція була помічена – у 1989 році Національна рада жінок США відзначила її активну громадську діяльність, вона навіть фотографувалась з бандурою з президентом США Р. Рейганом. Не забувала Лідія і про коріння українців США — у 1980-90-х рр. неодноразово організовувала поїздки українського студентства «Стежками батьків по Європі» та «Стежками батьків по Україні», які здійснювались за підтримки Фундації Українського Вільного Університету. У 1991—1994 рр. працювала директоркою національного бюро Українського конгресового комітету Америки.
|                                                                                        | Ліда належала до тих українців на поселеннях, що після здобуття Україною Незалежності вирішили не просто познайомитися з країною своїх батьків, про яку ті часто розказували, а переїхати. Переїхати і вчитися любити цю змінену країну. Жити її болями і перемогами, малими і великими. У 90-тих це було не так вже й просто – прекрасна, унікальна, але покалічена транспоколінневими травмами, позначена корупцією пост-радянська Україна розчарувала не одного романтика. Щоб тривати в цій любові треба було великої терпеливості, відкритості та жертовності. На щастя у Ліди ці якості були, і наша Батьківщина збагатилася ще однією відданою людиною, сім’єю». |
| — Владика Борис Гудзяк, Президент УКУ, митрополит Української греко-католицької церкви | |

. 
З початком відновлення української незалежності в життя Лідії Матіяшек увійшла Україна. У серпні 1990 року з нареченим Петром Матіяшеком вона приїхала зі США до Львова, аби обвінчатися у Церкві Преображення УГКЦ — вони стали першими закордонними українцями, котрі повернулися на батьківщину для одруження у відродженій УГКЦ. А з 1994 року Україна стала її постійним домом — у 1994 р. Лідія Матіяшек переїхала до Києва, працювала директоркою Ради Міжнародних Наукових Досліджень та Обмінів (IREX).
В Україні Лідія Матіяшек приділяла значну увагу популяризації бандури  та збереженню історичної пам’яті про кобзарів і бандуристів світу, входила до редколегії журналу «Бандура», постійно опікувалась Музеєм кобзарства в Переяславі-Хмельницькому, об'їхала майже всі області України, збираючи матеріали про кобзарів та бандуристів, брала участь у різноманітних просвітницьких заходах.
|                  | Я об'їздила майже всі області України і можу сказати, що українці змінилися внутрішньо. Не зважаючи на різні політичні ситуації, передусім вони усвідомили, що треба вміти постояти за себе, а це найважливіше. |
| — Лідія Матіяшек | |

Лідія Матіяшек приділяла значну частину свого часу благодійній діяльності, була багаторічною членкинею правління МБФ «Карітас України», членкинею оргкомітету з проведення благодійних заходів для підтримки Українського католицького університету, відповідала за організацію регулярної доставки продуктових наборів немічним людям, які не можуть самостійно залишити свої оселі, у Міжнародному жіночому клубі Києва, Благодійним фондом «Приятелі дітей», була експерткою Асоціації благодійників України.